# Heil unserm König, Heil!
Heil unserm König, Heil! fue el himno nacional oficial del Reino de Baviera. El himno bávaro actual es el Bayernhymne, el cual se interpretó por primera vez en 1860, este es el himno oficial desde 1966 y ya gozaba de gran popularidad en tiempos de gobierno real en Baviera. Heil unserm König, Heil!, también es llamado el himno real bávaro. Era interpretado con la conocida melodía del himno nacional británico God Save the Queen y la canción representativa del Imperio alemán Heil dir im Siegerkranz. El autor del texto es desconocido. 

## Letra
Heil unserm König, Heil!

Lang Leben sei sein Teil,

erhalt ihn Gott!

Gerecht und fromm und mild

ist er sein Ebenbild.

Heil unserm König! Heil!

Gott gib ihm Glück

Fest ist des Königs Thron,

die Wahrheit seine Kron

und Recht sein Schwert.

Von Vaterlieb erfüllt

regiert er groß und mild.

Heil unserm König, Heil!

Heil sei Dir! Heil!

Heilge Flamme, glüh,

glüh und erlösche nie

fürs Vaterland.

Wir alle stehen dann

voll Kraft für einen Mann,

für unser Vaterland,

Heil, Herrscher, Dir!

Sei bester König hier,

lang noch des Volkes Zier,

der Menschheit Stolz.

Der hohe Ruhm ist Dein

der Deinen Lust zu sein.

Heil unserm König! Heil!

Heil, Herrscher, Dir!